# Resaca
La veisalgia (del noruego kveis ‘resaca’ y el griego antiguo άλγος álgos ‘dolor’), o resaca, es un cuadro de malestar general que se padece tras la disipación de los efectos del consumo de alcohol.

## Síntomas
La resaca se manifiesta como un conjunto de los siguientes síntomas:
- Cefalea (dolor de cabeza), que se produce por deshidratación de las meninges, dilatación de los vasos sanguíneos y disminución de la glucosa (azúcar en sangre).
- Náuseas y vómitos, casi siempre, y más raramente diarrea a causa de que el alcohol provoca la erosión de la mucosa gástrica y la pérdida de la vellosidad intestinal. También puede producir acidez estomacal.
- Ortostatismo y sed intensa, que se origina como una respuesta del cuerpo a la deshidratación causada por la degradación del alcohol.
- Dolor abdominal y muscular, lo que se traduce en sensación de debilidad.
- Posibles flatulencias.
- Embotamiento nervioso (atontado).

## Etiología
La causa de la veisalgia reside en algunas substancias residuales que generadas en el proceso de manufactura del alcohol etílico llamadas congéneres, así también como los metabolitos tanto del alcohol como de dichos cogeneres, que incluyen al metanol, la histamina, el acetaldehído, los polifenoles, y otras sustancias tóxicas o venenosas responsables de los síntomas. Los congéneres están en proporción mayor en las bebidas alcohólicas o espirituosas menos destiladas y de color más obscuro, elaboradas así por sus efectos organolépticos, en especial las de naturaleza vínica (brandi, oporto, moscatel, vino tinto) y los wiskis. 
Por ello las que producen más veisalgia son, por este orden, coñac, anís, vinos tintos, ron, wiski, vino blanco, ginebra y vodka. La veisalgia afecta más a las mujeres que a los hombres, porque el hígado de los hombres procesa y descompone con más eficacia y rapidez el alcohol y los congéneres. No está demostrado que mezclar bebidas alcohólicas distintas provoque síntomas de veisalgia más intensos. El consumo habitual induce cierta tolerancia y eleva el umbral de resaca al aumentar la cantidad y actividad de la alcohol-deshidrogenasa. Algunas de las alteraciones metabólicas producidas por la intoxicación con etanol se deben a su oxidación por esta enzima en el hígado.

## Tratamiento
Existen una gran variedad de remedios desde caseros hasta comerciales para la veisalgia . Aunque varios han probado ser efectivos, los resultados varían.
- Ingesta de comida. Ciertos alimentos como el huevo, que contienen cisteína, acortan los síntomas.
- Beber agua antes de acostarse o durante la resaca puede aliviar los síntomas asociados a la deshidratación como sed, mareos, sequedad de boca y dolor de cabeza.
- El consumo de bebidas isotónicas.
- Vitamina B6. Se puede encontrar en los cereales con base de arroz, avena, trigo y frutas rojas.[4]
- Ingesta de un suero casero compuesto de limón, agua y bicarbonato sódico.[5]
- Ingesta de zumos de fruta, usualmente de tomate.
- Ingesta de medicamentos para la resaca, antes y después de beber alcohol en exceso. Generalmente son comprimidos o efervescentes, que contienen aspirina (para el dolor de cabeza), antiácido (para el malestar estomacal) y cafeína (para estimular el sistema nervioso).
- La aspirina y el ibuprofeno paran el dolor de cabeza. El paracetamol no es recomendable, ya que el alcohol ingerido puede interferir en el metabolismo a nivel hepático y hacer este fármaco tóxico.[6] Sin embargo, es bueno acotar que la aspirina y el ibuprofeno son gastrolesivos y pueden causar gastritis y úlcera péptica, siendo el consumo de alcohol un factor agravante de las mismas.

## Localismos populares
- Caña (en Chile)
- Ch'aqui (en Bolivia)
- Chuchaqui (en Ecuador)
- Cruda (en México y Estados Unidos)
- Goma (en Centroamérica)
- Guayabo (en Colombia)
- Juma (en Cuba)
- Mona (en Venezuela)
- Ratón (en Venezuela)